# Langdon Warner

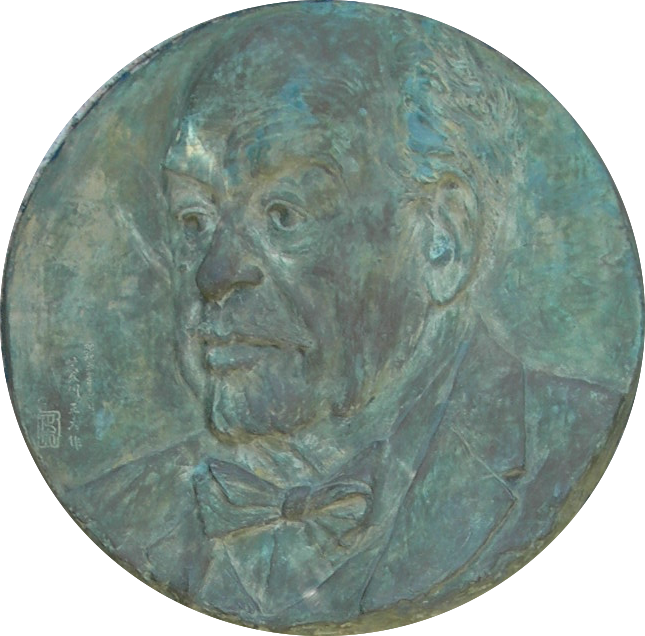
Langdon Warner

Langdon Warner (* 1. August 1881 in Cambridge, Massachusetts; † 9. Juni 1955 ebenda) war ein US-amerikanischer Kunsthistoriker, Archäologe und Professor an der Harvard University. Er ist eines der Vorbilder für Steven Spielbergs Filmfigur Indiana Jones.

## Leben und Wirken
Als Forschungsagent zu Anfang des 20. Jahrhunderts erforschte er die Seidenstraße und diente in der US Army’s Antiquities Division, nach dem Zweiten Weltkrieg in der Arts and Monuments Section, G.H.Q. des Supreme Commander, Allied Powers of Japan. Er war Kurator für Orientalische Kunst am Fogg Museum of Art.
Es wird ihm als Verdienst angerechnet, dass er sich bei der Roberts Commission gegen den Einsatz von Brandbomben und Atombomben auf Kyōto, Nara und andere alte Städte eingesetzt hat, um das kulturelle Erbe Japans zu schützen. Aus diesem Grunde wurden in Kyōto und Kamakura (außerhalb der Kamakura JR Station) Denkmäler zu seinen Ehren errichtet.
Die Wüste Gobi bereiste er auf der Suche nach Kunstwerken. In den Höhlen von Dunhuang löste er einige Fresken ab.
Er schrieb eine bedeutende Monographie über die buddhistischen Wandgemälde einer von Aurel Stein 1907 entdeckten Grotte, die Grotte aus dem neunten Jahrhundert der Yulin-Höhlen (榆林窟 Yulin ku) im Kreis Guazhou (瓜州县 Guāzhōu Xiàn) der Provinz Gansu, der früher als Kreis Anxi (安西县 Anxi xian) bezeichnet wurde.
1927 wurde er in die American Academy of Arts and Sciences gewählt.

## Schriften
- The Long Old Road in China. 1926
- The Craft of the Japanese Sculptor. 1936
- Buddhist Wall-Paintings: A Study of a Ninth-Century Grotto at Wan Fo Hsia. 1938
- The Enduring Art of Japan. 1952
- Japanese Sculpture of the Tempyo Period. Masterpieces of the Eighth Century. 1959